# Wawrzyniec Gradowski
Wawrzyniec Gradowski herbu Lubicz (zm. w 1593 roku) – cześnik sochaczewski.
Studiował na uniwersytecie w Królewcu w 1548 roku. Był wyznawcą kalwinizmu. 
Poseł województwa rawskiego na sejm 1570 roku i sejm 1572 roku. Poseł ziemi gostynińskiej na sejm koronacyjny 1576 roku. Poseł województwa rawskiego na sejm 1574 roku. W 1578 będąc wysłannikiem biskupa poznańskiego Łukasza z Kościelca spróbował otruć Stefana Batorego arszenikiem, spisek jednak się nie powiódł został wtrącony do więzienia w zamku w Rawie Mazowieckiej, gdzie spędził resztę życia. 